# Peter North
Peter North, nome artístico de Alden Brown (Halifax, Nova Escócia, 11 de maio de 1957), é um ator, diretor e produtor de filmes pornográficos Canadense.

## Biografia
North é natural de Halifax, Nova Scotia, Canadá, e se formou na J. L. Ilsley High School. Ele se mudou para a Califórnia em 1982 e atualmente mora em Newport Coast.

### Carreira
North afirma que ele adentrou à carreira de filmes adultos em 1984  por “acidente”. “Eu fui abordado, mas eu nunca pensei que poderia atuar na indústria pornográfica”. Primeiramente, North atuou em filmes pornográficos voltados para o publico gay usando o nome Matt Ramsey. Ele depois acabou migrando para os filmes héteros.Em 1996, em uma entrevista publicada em um jornal da cidade de North, o  Halifax Chronicle-Herald, ele afirmou que foi descoberto com 24 anos após participar de uma festa como modelo em Los Angeles no começo dos anos 80s. Um homem de dentro da indústria, que North não mencionou, teria lhe dado seu cartão de negócios.
Peter se tornou um ator reconhecido principalmente por sua capacidade de ejacular quantidades enormes de sêmen, tendo recebido apelidos ao longo dos anos, como "O Leiteiro" e "O Esperminador", devido a essa peculiaridade. Muitos fãs já contestaram a veracidade de suas ejaculações, mas atrizes que contracenaram com ele, afirmam a veracidade das mesmas. Durante o clímax das cenas de sexo, Peter já foi capaz de ejacular mais de 14 jatos espessos, por mais de 20 segundos, surpreendendo fãs de ambos os sexos com seus orgasmos extremamente intensos e longos.
Teve problemas com o Departamento de Justiça Americano após uma investigação em 1986 a respeito de Traci Lords. Lords era menor quando realizou a maior parte de seus filmes, incluindo diversas cenas de sexo com North. Tempos depois a justiça arquivou as investigações.
North começou a dirigir recentemente, tendo realizado mais de 70 filmes (mais famosos, North Pole e Anal Addicts), tendo produzido mais de 15, entre eles os da série North Pole'‘.
North teve um relacionamento com a atriz pornô Jewel De'Nyle por cerca de dois anos. Nesse período, De'Nyle atuou em diversas cenas com North nas séries  North Pole. Em 1994, North publicou um livro voltado para relacionamentos, intitulado Penetrating Insights'‘.
North é membro da (XRCO) e do Hall Of Fame da (AVN).

## Nome
A origem do pseudônimo "North" é controversa. Alguns afirmam que advêm das raízes culturais do ator. O escritor Steven Strager especula que o nome de North, assim como de muitos outros atores pornográficos, estão relacionados em sua grande maioria com o pênis, sua potencia, seu tamanho. "Peter North Stars" também é o nome de uma competição de Hockey no gelo de Nova Iorque patrocinado por North.

## Projeto
Em 2004, North participou de uma projeto fotográfico e videográfico intitulado Thinking XXX organizado pelo fotógrafo Timothy Greenfield-Sanders, que fotografou 30 estrelas da indústria pornográfica, sendo cada par de fotografia erma na mesma posição e sem ou com a mesma roupa

## Prêmios
- 1990 - F.O.X.E Male Fan Favorite[14]
- 1991 -  F.O.X.E Male Fan Favorite[14]
- 1992 -  F.O.X.E Male Fan Favorite[14]
- 1998 - AVN Best Group Scene - Video for Gluteus to the Maximus[15]

## Filmografia parcial
- Anal Addicts - vários números
- Deep Throat This - idem
- First Offence - idem
- Hot Tight Asses - idem
- Latina Fever - idem
- North Pole - idem
- Peter North's P.O.V. - idem
- Pickup Lines - idem
- On Trial - In defense of Savannah

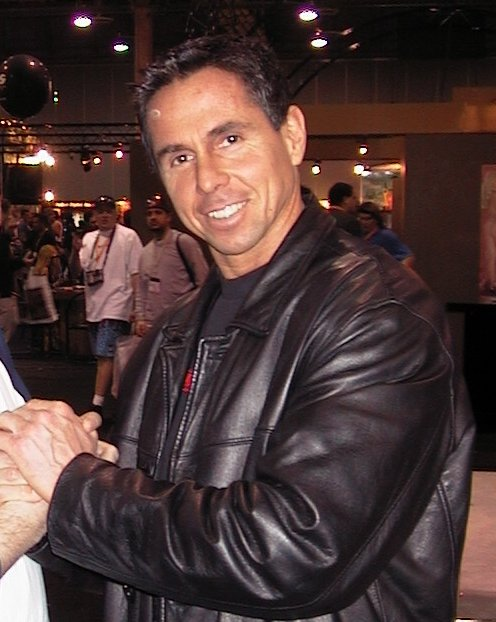
Peter North em janeiro de 2002.

- Savannah x Teri Weigel - Battle of the Superstars
- A Matter of Size
- Like a Horse
- The Bigger The Better
- A Matter of Size
- Sizzing Up
- The Final Cut